# Mordfall Ursula Glück-Tesler
Der Mordfall Ursula Glück-Tesler war ein Mordfall im Jahr 1997 in Peru, bei dem eine Deutsche laut gerichtlichem Urteil ihrem Ehemann zum Opfer fiel.

## Vorgeschichte
Ursula Glück-Tesler, eine Verwandte des Politikers Gebhard Glück, war eine zur Tatzeit 34-jährige deutsche Biochemikerin und Krebsforscherin aus München, die mit dem Israeli Ilan Kan Sandy Tesler verheiratet war. Die Hochzeit fand am 1. August 1995 in New York City statt. Sie lebte aus beruflichen Gründen zwecks Promotion zunächst ohne ihn in New York.

## Tat
Das Paar machte 1997 eine gemeinsame Reise nach Peru. Der Ehemann schoss ihr auf dem Inka-Pfad (Pacamayo) am 7. Januar 1997 um 5 Uhr morgens in den Kopf, als sie sich im gemeinsamen Zelt befanden. Das Opfer starb am 13. Januar 1997 in Lima.

## Ermittlungen, Prozess und Verurteilung
Wie Ermittlungen ergaben, wollte Tesler durch den Mord 1,5 Millionen DM aus fünf Risikolebensversicherungen erhalten. Der Täter wurde 1999 am Flughafen München verhaftet.
Zu den sehr aufwendigen Ermittlungen gehörte 2000 auch eine Dienstreise von München zum Tatort mit Experten verschiedener Fachrichtungen sowie einer Staatsanwältin, einem Richter, einem Gerichtsschreiber, den beiden Sachbearbeitern der Kriminalpolizei des PP München, fünf Angehörigen der örtlichen Polizei, einem Fremdenführer und 19 Trägern; das Team bestand aus fast 40 Personen. Tesler wurde 33-mal von der Polizei vernommen. Das Landgericht München I – Schwurgericht I – erkannte in einem einjährigen Verfahren und nach 56 Verhandlungstagen am 22. Januar 2002 auf lebenslange Freiheitsstrafe wegen Mordes. Tesler wurde im Juni 2009 in ein Gefängnis nach Israel überstellt.

## Verfilmung
Diwafilm produzierte 2004 den Dokumentarfilm Mord auf dem Inka-Pfad.
RatPack Film und Westside Film produzierten 2023/24 für die ARD Degeto mit dem BR die vierteilige True-Crime-Miniserie Mord auf dem Inka-Pfad mit Nina Gummich in der Hauptrolle. Teil eins und zwei wurden am 30. April 2025, Teil drei und vier am 1. Mai 2025 im Ersten erstausgestrahlt. In der ARD Mediathek wurden alle vier Folgen bereits am 19. April 2025 veröffentlicht.